# Atoll 66
Atoll 66 est la vingtième histoire de la série Natacha de Guy d'Artet, François Walthéry et Bruno Di Sano pour les décors.. Elle est publiée pour la première fois en 2007 sous forme d'album.

## Résumé
Lors d'une soirée chic dans l'imposant château du comte bruxellois De Froidbermont, Natacha est abordée par son valet de chambre. Il sait que notre héroïne fera bientôt escale sur l'exotique île de Tiha-Tiha et il lui demande si elle souhaite prendre un colis pour son fils qui vit et travaille sur l'île. Alors qu'un satellite chute sur terre, l'avion de la BARDAF emmenant Natacha est contraint d'atterrir en urgence sur Tiha-Tiha. Elle est kidnappée à son débarquement et emmenée par deux gangsters. Ils sont à la recherche du colis que Natacha est censée avoir avec elle mais qui a été laissé dans l'avion. Commence alors une mission impossible pour Walter, qui recherché par la police, doit faire équipe avec la séduisante Téha pour sauver Natacha des griffes d'un gang de la drogue.

### Documentation
- Christelle et Bertrand Pissavy-Yvernault, « Introduction », dans Natacha t. 6, Dupuis, mai 2020 (ISBN 979-1-0347-4911-9), p. 5-45.